# Tori Anderson
Tori Anderson (Edmonton, Alberta, Canadá) es una actriz canadiense, conocida por sus papeles en series de televisión como The Other Kingdom, No Tomorrow o NCIS: Hawaiʻi.

## Biografía
Anderson creció en Edmonton, Alberta, Canadá y estudió durante su adolescencia en la Columbia Británica. En 2011 se graduó magna cum laude en Bellas Artes en la Universidad York.

## Filmografía
| Año     | Título                      | Papel               | Notas                                                                        |
| ------- | --------------------------- | ------------------- | ---------------------------------------------------------------------------- |
| 2003    | The Twilight Zone           | Adolescente         | Episodio: "Developing"; sin acreditar                                        |
| 2003    | Tru Calling                 | Meredith Davies     | Episodio piloto                                                              |
| 2004    | Cable Beach                 | Madre de Ben        | Película de televisión                                                       |
| 2004    | Smallville                  | Rebecca             | Episodio: "Truth"                                                            |
| 2006    | The Mermaid Chair           | Dee Sullivan        | Película de televisión                                                       |
| 2006    | To Have and to Hold         | Erica               | Película de televisión                                                       |
| 2007    | Los 4400                    | Amber               | Episodio: "The Wrath of Graham"                                              |
| 2010    | The Troop                   | Jenny               | Episodio: "Unpleasantville"                                                  |
| 2012    | Mayday: catástrofes aéreas  | Lee Brumiester      | Episodio: "Nowhere to Land"                                                  |
| 2012    | Los misterios de Murdoch    | Lucille Messing     | Episodio: "Stroll on the Wild Side, parts 1 and 2"                           |
| 2012    | Rookie Blue                 | Liz Adams           | Episodio: "The Girlfriend Experience"                                        |
| 2012    | The L.A. Complex            | Charlotte           | Papel recurrente; 6 episodios                                                |
| 2012    | Flashpoint                  | Della               | Episodio: "Keep the Peace: Part 1"                                           |
| 2013    | Blink                       | Rachel              | Episodio piloto                                                              |
| 2014    | Almacén 13                  | Princesa            | Episodio: "A Faire to Remember"                                              |
| 2014    | Killing Daddy               | Laura Ross          | Película de televisión                                                       |
| 2015    | Reign                       | Lady Atley          | Episodio: "Getaway"                                                          |
| 2015    | Backstrom                   | Alyson Cox          | Episodio: "Dragon Slayer"                                                    |
| 2015    | Open Heart                  | Dra. London Blake   | Papel principal                                                              |
| 2015    | MsLabelled                  | Drew                | Serie web; 19 episodios                                                      |
| 2016    | The Other Kingdom           | Reina Titania       | Papel recurrente; 10 episodios                                               |
| 2016    | Killjoys                    | Sabine              | Episodios: "Schooled", "Meet the Parents", "I Love Lucy", "Heart-Shaped Box" |
| 2016-17 | No Tomorrow                 | Evie                | Papel principal                                                              |
| 2017-20 | Blindspot                   | Blake Crawford      | Papel recurrente (temporadas 3-5)                                            |
| 2018    | Caught                      | Ada                 | Papel principal                                                              |
| 2018    | Return to Christmas Creek   | Amelia Hughes       | Película de televisión                                                       |
| 2019    | Ransom                      | Sasha Levant        | Episodios: "Indiscretion"                                                    |
| 2019    | Love Under the Olive Tree   | Nicole Cabella      | Película de televisión                                                       |
| 2020    | Spotlight on Christmas      | Olivia O'Hara       | Película de televisión                                                       |
| 2021    | You May Kiss the Bridesmaid | Scarlett Bailey     | Película de televisión                                                       |
| 2021    | A Chance For Christmas      | Christina A. Chance | Película de televisión                                                       |
| 2021    | The Secret Sauce            | Laura Glickman      | Película de televisión                                                       |
| 2021-24 | NCIS: Hawaiʻi               | Kate Whistler       | Papel principal                                                              |
| 2022    | A Bridesmaid in Love        | Cate James          | Película de televisión                                                       |
| 2022    | Campfire Christmas          | Peyton              | Película de televisión                                                       |